# Klášter Rinchnach
Klášter Rinchnach je bývalý benediktinský klášter ve stejnojmenné bavorské obci v Bavorském lese založený svatým Vintířem.

## Historie
Klášter, zasvěcený Janu Křtiteli, byl založen v roce 1011 svatým Vintířem, benediktinským mnichem z kláštera Niederaltaich, jako jedna z prvních osad uprostřed Bavorského lesa. V roce 1029 daroval císař Konrád II. Sálský klášteru Rinchnach pozemky. Svatý Vintíř se přesunul k Dobré Vodě v Čechách. Klášter Rinchnach byl zrušen v roce 1803.